# 1364 Safara
1364 Safara este un asteroid din centura principală, descoperit pe 18 noiembrie 1935, de Louis Boyer.